# Hieronim Makowiecki (zm. przed 22 czerwca 1546)
Hieronim Makowiecki z Borzymia herbu Pomian (zm. przed 22 czerwca 1546 roku) – sędzia ziemski brzeskokujawski w  latach 1521-1539, pisarz brzeskokujawski w latach 1513-1521.
Poseł na sejm piotrkowski 1524/1525 roku z województwa brzeskokujawskiego.